# Själens ögon
Själens ögon är en amerikansk film från 1945 i regi av John Cromwell. Det är en filmatisering av Arthur Wing Pineros pjäs The Enchanted Cottage från 1921. Pjäsen hade även filmats 1924 som stumfilm.

## Handling
Två sargade människor, den krigsskadade Oliver Bradford och den blyga Laura Pennington träffas då han hyr en enslig stuga vid havet i New England och hon tar jobb där som husföreståndarinna. Deras vistelse i stugan tycks på ett magiskt sätt göra dem lyckligare och förvandla dem.

## Rollista
- Dorothy McGuire - Laura Pennington
- Robert Young - Oliver Bradford
- Herbert Marshall - John Hillgrove
- Mildred Natwick - Mrs. Abigail Minnett
- Spring Byington - Violet Price
- Hillary Brooke - Beatrice Alexander
- Richard Gaines - Frederick 'Freddy' Price
- Robert Clarke - korpralen